# Capo Vaticano
Capo Vaticano este o localitate turistică maritimă din comună Ricadi, în Provincia Vibo Valentia, Calabria (Italia).

## Galeria

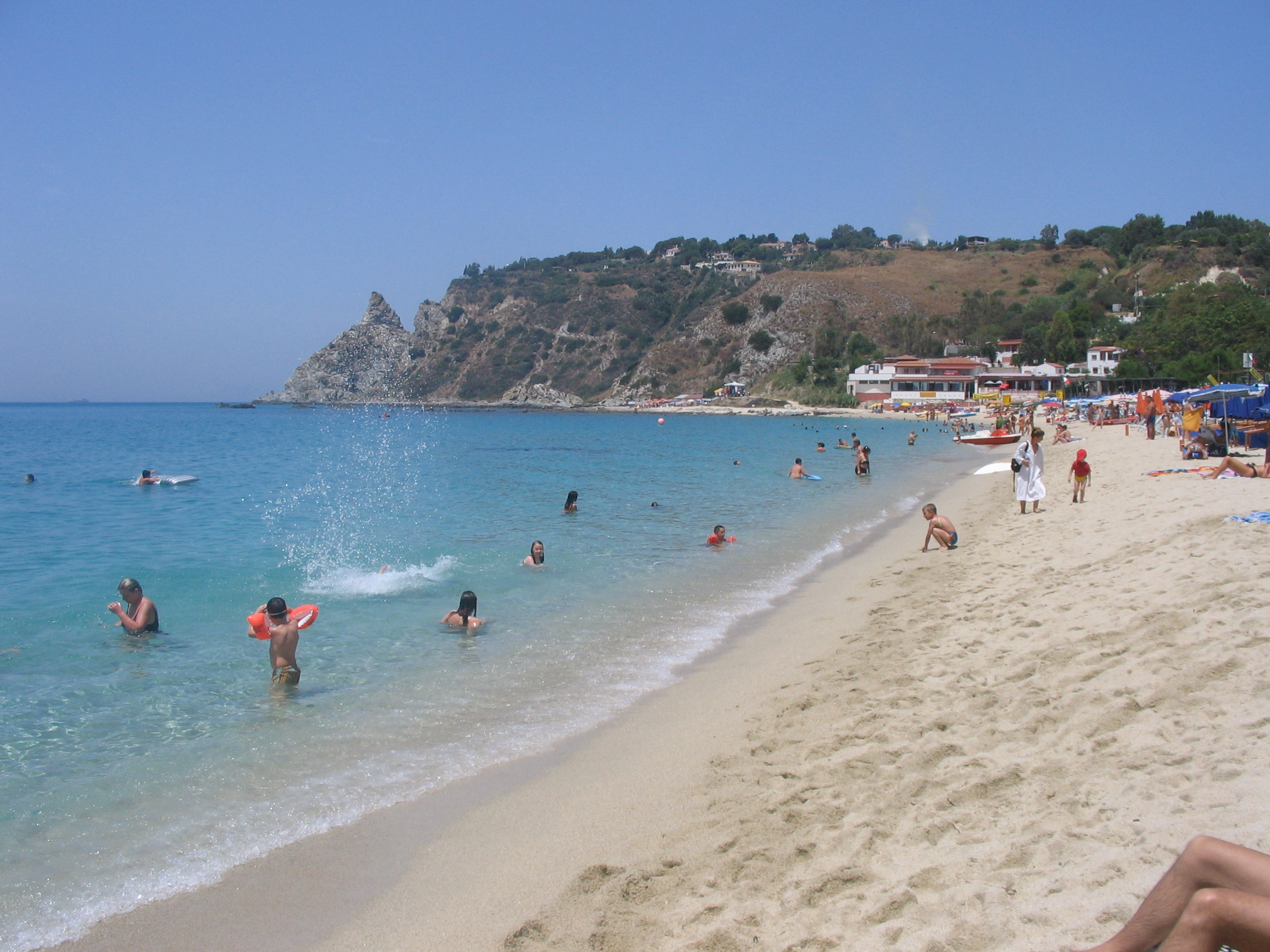
Plaja Grotticelle
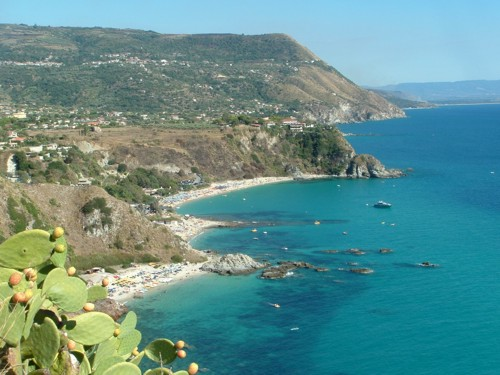
Grotticelle
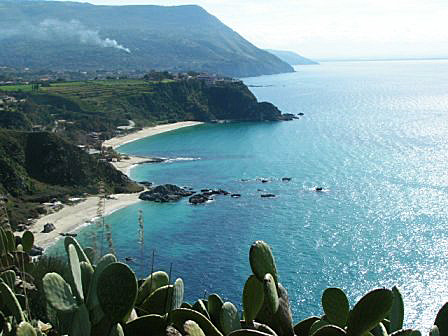
Grotticelle iarna
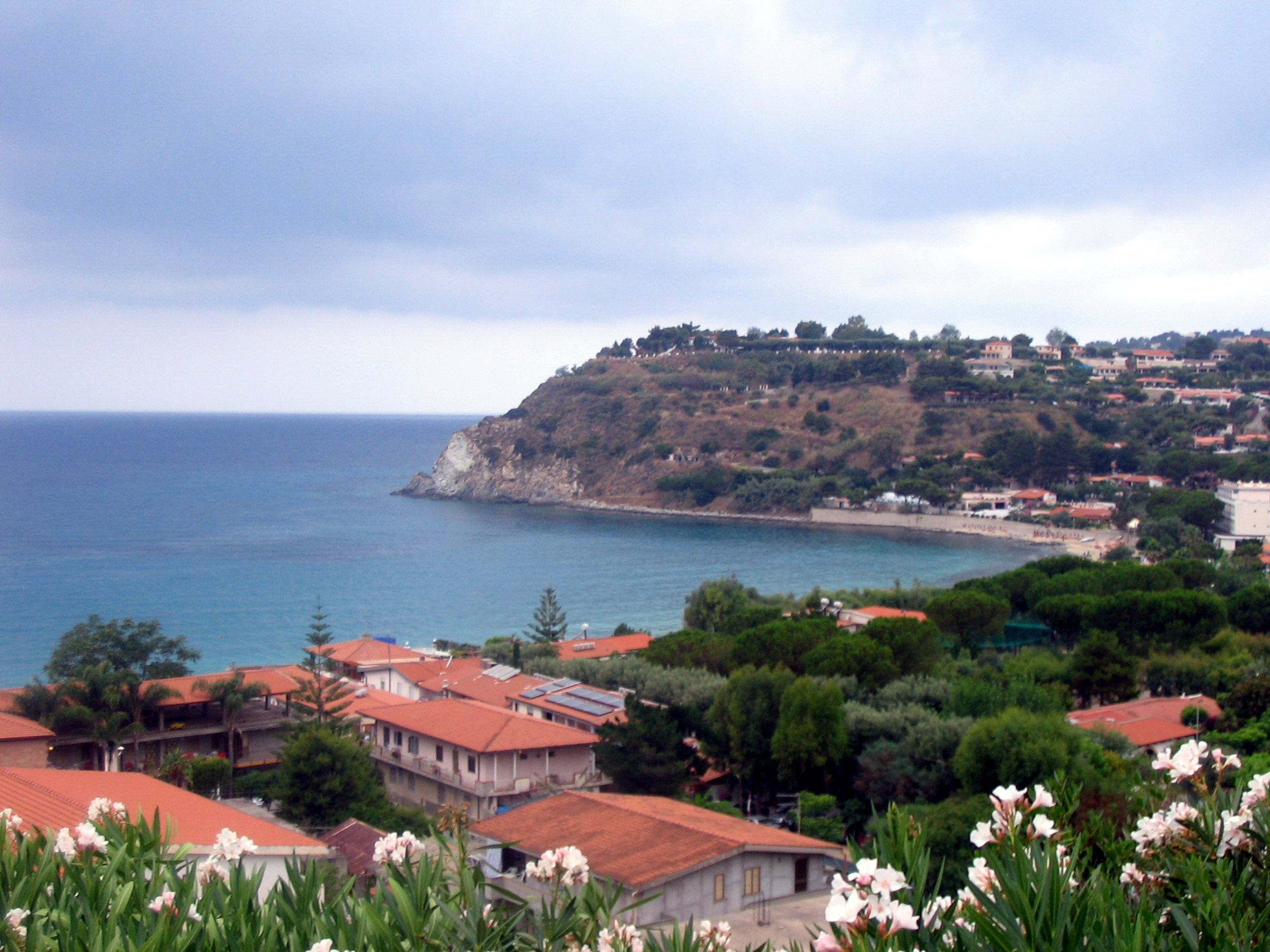
Plaja Santa Maria
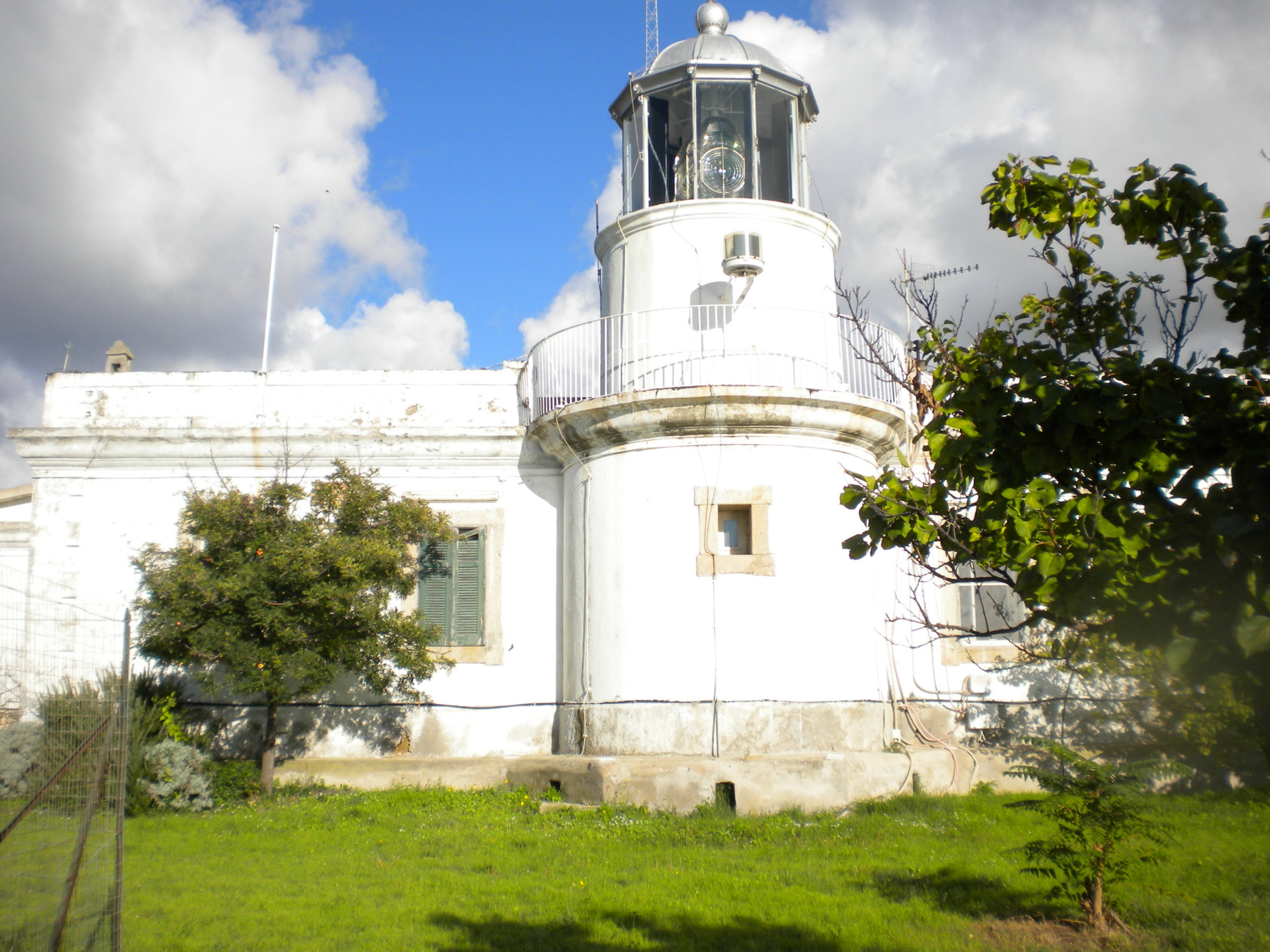
Farul Marinei Militare (1870)